# ديفيد كينغ (كاتب)
ديفيد كينغ (بالإنجليزية: David King)‏ هو مؤرخ وكاتب أمريكي، ولد في 25 سبتمبر 1970.

## كتبه
- 2005:العثور على أتلانتس: قصة حقيقية من العبقرية والجنون والسعي الاستثنائي لعالم ضائع.
- 2008: فيينا 1814: كيف جعل الغزاة لنابليون الحب والحرب والسلام في كونغرس فيينا.
- 2011: الموت في مدينة النور: القاتل التسلسلي لباريس التي احتلها النازيون.
- 2017: محاكمة أدولف هتلر: قاعة البيرة في بوتش وصعود ألمانيا النازية.

## وصلات خارجية
- الموقع الرسمي